# Prototipagem Virtual
A prototipagem virtual é um método no processo de desenvolvimento de produtos. Envolve o uso de software de design assistido por computador (CAD), e engenharia assistida por computador (CAE) para validar um projeto antes de se comprometer com a criação de um protótipo físico. Isso é feito criando formas geométricas (peças) geradas por computador, geralmente em 3D, e combinando-as numa "montagem", testando diferentes movimentos mecânicos, ajustes e funcionalidades. A montagem ou partes individuais podem ser abertas em software de CAE para simular o comportamento do produto no mundo real.[carece de fontes?]